# Jan van Goethem
Johannes Leonardus Aloijsius (Jan) van Goethem  (Den Bosch, 28 december 1929) is een Nederlands kunstenaar.

## Loopbaan
Van Goethem is de zoon van bakker Johannes Stephanus Aloijsius van Goethem (1891-1975) en Geertruda van Loon (1902-1997).
Hij studeerde tot 1953 architectuur aan de Academie voor Bouwkunst in Tilburg, en maakte een studiereis naar Finland. De architectuur gaf volgens hem te veel rigide richtlijnen. Hij combineerde daarom opleiding en de hobby tekenen tot geometrische objecten. Tekeningen zouden binnen de stijl Nieuwe figuratie passen.
Hij woonde in Den Bosch, kwam naar Amsterdam, studeerde, woonde en werkte enige tijd in Parijs (Bureau l’Agneau), Rome (Bruno Zevi),  (Curaçao (1967) met een laatst bekend adres in Amsterdam op Prinseneiland. Zijn persoonskaart van de gemeente Amsterdam vermeldt als beroep architect en leraar aan de Koninklijke Academie voor de Beeldende Kunsten in Den Haag (sinds 1982). Hij schreef in zijn Parijse en Roomse periode ook wel voor L'Architecttura.
In 1967 kreeg hij samen met een aantal andere kunstenaars waaronder Peter Struycken en Eugène van Lamsweerde de opdracht een aantal speelobjecten te ontwerpen voor scholen in Rotterdam. In Amsterdam zijn meerdere kunstwerken van hem te vinden:
- Titelloos werk in de Reinwardtstraat
- Titelloos werk in de Pieter Nieuwlandstraat
- Zandloper en vlinders, Amsterdam-Noord
- grafisch patroon Slotervaartziekenhuis

De Technische Universiteit Eindhoven had/heeft een glasapplicatie van hem.
Sinds 1996 ontbreekt elk spoor van de kunstenaar.
- KulturNav: 26915f76-3e1a-4dae-a608-f9673b79743d
- RKD-Nederlands Instituut voor Kunstgeschiedenis: 32391
- Union List of Artist Names: 500071401
- Virtual International Authority File: 15102250